# Deadpool (personaggio cinematografico)
Wade Winston Wilson, noto come Deadpool, è un personaggio interpretato da Ryan Reynolds nella serie di film X-Men prodotta dalla 20th Century Fox e, successivamente, nel franchise del Marvel Cinematic Universe (MCU) realizzato dai Marvel Studios. Basato sull'omonimo personaggio di Marvel Comics creato da Rob Liefeld e Fabian Nicieza, Deadpool è stato liberamente adattato per la sua prima apparizione cinematografica in X-Men le origini - Wolverine (2009). In questo film, viene rappresentato come un membro del Team X guidato dal maggiore William Stryker, trasformato in un killer mutante geneticamente modificato noto come l'Arma XI, prima di essere sconfitto dal suo ex compagno di squadra Wolverine. Questa versione del personaggio è stata accolta negativamente da critica e fan, a causa delle significative deviazioni rispetto al materiale originale.
Tuttavia, la linea temporale originale della serie di film X-Men è stata reimpostata in seguito agli eventi di X-Men - Giorni di un futuro passato (2014), permettendo l'introduzione di una versione riavviata e più fedele del personaggio a partire dal film Deadpool (2016). In questa nuova iterazione, Wade Wilson è un ex agente delle Forze Speciali, congedato con disonore e malato terminale di cancro, che accetta di sottoporsi a un trattamento sperimentale per risvegliare i suoi geni mutanti latenti. Il trattamento gli conferisce un fattore di guarigione rigenerativa che arresta la malattia ma lo lascia sfigurato, spingendolo ad adottare il soprannome di "Deadpool", ispirato a un sistema di scommesse del suo bar locale. Dopo aver eliminato il sadico scienziato Francis Freeman / Ajak responsabile del trattamento, Wilson si riunisce con la sua fidanzata Vanessa Carlysle.
Questa versione del personaggio è stata accolta con entusiasmo dalla critica, che ha elogiato sia la performance di Reynolds sia la fedeltà del background del personaggio rispetto ai fumetti. Il successo del primo film ha portato alla realizzazione di un sequel, Deadpool 2 (2018), in cui Wilson forma la X-Force per proteggere un giovane mutante, chiamato Russell Collins / Firefist, e impedirgli di intraprendere un futuro dispotico. Dopo l'acquisizione della Fox da parte della Disney nel 2019, Deadpool è stato integrato nel Marvel Cinematic Universe (MCU), con Reynolds che riprende il ruolo nel film Deadpool & Wolverine (2024).

## Biografia del personaggio

### Linea temporale originale

#### Team X
Nella continuità originale, Wade Wilson è un commando, mercenario e laureato a Yale, dotato di riflessi e agilità potenziati grazie alla sua natura mutante. Durante la guerra del Vietnam, Wilson è membro di una squadra Black Ops chiamata Team X, operante sotto il comando del collonello William Stryker. La squadra include anche James "Logan" Howlett, Victor Creed, Frederick Dukes, John Wraith, Chris Bradley e Agent Zero. In una missione, il loro obiettivo è individuare un minerale usato per creare l'adamantio in Nigeria. Wade funge da traduttore per le popolazioni di lingua Igbo in un villaggio dove si sospetta la presenza del minerale. Quando gli abitanti non riescono a fornire informazioni utili sulla posizione dell'adamantio, Stryker ordina alla squadra di sterminare l'intero villaggio. Wade, Zero e Victor iniziano a eseguire il massacro finché Logan non interviene per fermarli, abbandonando il gruppo. Dopo la sua partenza, alcuni membri del Team X cominciano a mettere in dubbio la moralità delle loro azioni e lasciano la squadra. Tuttavia, Wade, Victor e Zero restano fedeli a Stryker.

#### Lavaggio del cervello da parte di Stryker
Sei anni dopo, Wade viene condotto alla base di Stryker nella centrale nucleare di Three Mile Island per essere utilizzato come catalizzatore nel progetto Weapon XI. Con l'aiuto di Victor e Zero, Stryker raccoglie il DNA di diversi mutanti, tra cui Wraith, Bradley, Scott Summers e Logan, per creare un unico corpo in grado di ospitare e utilizzare i loro poteri combinati senza autodistruggersi. Stryker sottopone Wade a una lobotomia e a un lavaggio del cervello per garantirne l'obbedienza, dotandolo di uno scheletro di adamantio simile a quello di Logan, con lame retrattili negli avambracci. A differenza di Logan, Wade ha una sola lama per avambraccio, ma queste sono significativamente più lunghe, simili alle spade che usava prima di diventare Arma XI. Inoltre, Stryker gli cuce la bocca per punirlo del suo continuo sarcasmo. Lo ribattezza "Deadpool", il "killer mutante", poiché Arma XI incorpora i poteri di diversi mutanti "fusi" nel corpo di Wade Wilson.
Dopo che Logan libera i mutanti prigionieri di Stryker e Victor sull'isola di Three Mile Island, Arma XI viene attivata per fermarlo. Logan affronta Arma XI da solo, permettendo ai mutanti di fuggire. La battaglia culmina sulla cima di una torre di raffreddamento, dove Arma XI si teletrasporta per attaccare Logan. Quest'ultimo rischia di essere decapitato, ma viene salvato dall'intervento di Victor, che si unisce a lui per combattere il nemico comune. Alla fine, Arma XI viene decapitato e apparentemente sconfitto da Logan. Tuttavia, Wade sopravvive incredibilmente alla decapitazione.

### Linea temporale modificata

#### Primi anni
In una nuova continuità creata dall'avversione alla guerra tra le Sentinelle, umani e mutanti, Wilson è un ex soldato delle Forze Speciali congedato con disonore, che diventa un mercenario attivo presso la Scuola di Suor Margaret per ragazze ribelli. Qui incontra Vanessa Carlysle, a cui infine propone di mettersi insieme.

#### Ruolo di Deadpool

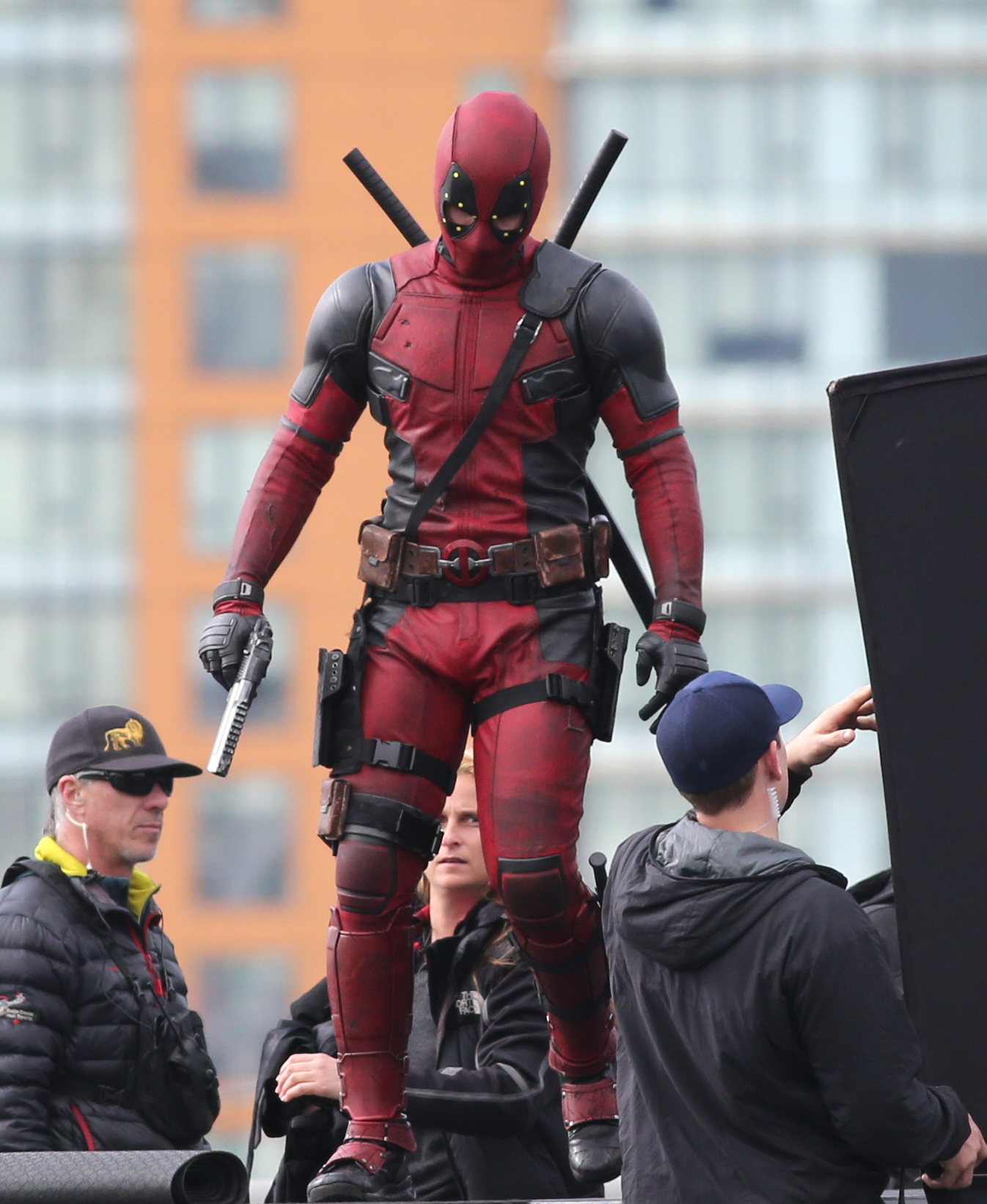
Ryan Reynolds veste i panni del protagonista sul set del film Deadpool a Vancouver nell'aprile 2015

A Wilson viene diagnosticato un cancro al quarto stadio poco dopo essersi fidanzato con Vanessa. Un giorno viene avvicinato da un rappresentante di un'organizzazione sconosciuta, che gli offre una cura rivoluzionaria e poteri che "la maggior parte delle persone può solo sognare". Inizialmente Wilson rifiuta, ma alla fine decide di accettare. Tuttavia, scopre presto che le intenzioni dell'organizzazione non sono altruistiche: stanno cercando di creare un esercito di superumani sotto il loro controllo.
Wilson viene sottoposto a terribili torture da parte di Ajax e Angel Dust, ma non perde mai il suo caratteristico senso dell'umorismo. Alla fine, Ajax riesce a risvegliare i geni mutanti latenti di Wilson, conferendogli un fattore rigenerativo straordinario che gli permette di guarire da qualsiasi ferita. Sebbene il potere curi il suo cancro, deforma orribilmente la pelle del suo corpo. Segnato fisicamente e mentalmente dal trattamento, Wade riesce a fuggire, distruggendo la struttura dell'organizzazione nel processo. Tuttavia, durante il confronto, viene sconfitto da Ajax e creduto morto. Grazie alle sue nuove abilità, però, Wilson sopravvive.
Vergognandosi del proprio aspetto, decide di non tornare da Vanessa. Adotta invece il nome di "Deadpool", ispirato alla "dead pool" (il gioco delle scommesse sui morti) del suo amico Weasel.
Determinato a vendicarsi, Deadpool inizia a dare la caccia ad Ajax per costringerlo a riparare i danni subiti. Dopo aver finalmente rintracciato Ajax, il suo tentativo di ucciderlo viene interrotto da Colosso e Testata Mutante Negasonica, membri degli X-Men, che cercano di arrestarlo. Deadpool riesce a sfuggire amputandosi una mano. Poco dopo, Ajax rapisce Vanessa per attirare Deadpool in una trappola e ucciderlo.
Saputo del rapimento, Deadpool si allea con Colosso e Testata Mutante Negasonica per affrontare Ajax e i suoi uomini. Durante lo scontro, Deadpool riesce a salvare Vanessa e, nonostante le obiezioni di Colosso, uccide Ajax. Alla fine, Vanessa accetta Wade per quello che è, nonostante il suo aspetto deturpato, e i due si riabbracciano.

#### Lo scontro con Cable
Due anni dopo, Wilson continua la sua attività di mercenario di successo, eliminando i criminali più spregevoli e intoccabili. Nel giorno dell'anniversario con Vanessa, riceve l'incarico di uccidere il mafioso Sergei Valishnikov. Tuttavia, quando Deadpool assalta la base di Valishnikov, quest'ultimo si rifugia in una stanza antipanico. Non volendo perdere troppo tempo ad aspettare che Sergei esca, Wilson decide di lasciarlo andare per trascorrere la serata con Vanessa. Sfortunatamente, Valishnikov e i suoi uomini si vendicano attaccando l'appartamento di Deadpool, uccidendo accidentalmente Vanessa. In preda alla rabbia, Deadpool elimina Valishnikov per vendetta.
Nei sei mesi successivi, Wilson tenta ripetutamente di togliersi la vita, arrivando persino a farsi esplodere. Tuttavia, il suo fattore rigenerante impedisce il suicidio, e i suoi resti vengono ritrovati e riassemblati da Colosso.
Colosso convince Wade a unirsi agli X-Men come forma di terapia per superare il trauma della perdita di Vanessa. Wade accetta, diventando apprendista e accompagnando Colosso e Testata Mutante Negasonica in una missione per risolvere uno stallo tra le autorità e Russell Collins, un giovane mutante instabile. Cercando di calmare Russell e prevenire ulteriori danni, Wade scopre che l'orfanotrofio dove vive Russell, presentato come un "centro di rieducazione" per mutanti, gestita dalla Essex Corp, lo ha sottoposto a gravi abusi da parte di uno spietato e violento direttore. Furioso, uccide un membro dello staff, causando il suo arresto insieme a Russell. I due vengono incarcerati nella Ghiacciaia, dove i loro poteri vengono inibiti da speciali collari. Senza il suo fattore rigenerante, il cancro di Wade torna, lasciandolo rassegnato al proprio destino.
Nel frattempo, Cable, un soldato cibernetico proveniente dal futuro, arriva nel 2018 con l'obiettivo di uccidere Russell, destinato a diventare un assassino e responsabile, nel futuro, della morte della famiglia di Cable. L'irruzione di Cable nella Ghiacciaia permette a Wade e Russell di fuggire. Quando Cable attacca Russell, il collare di Wade si rompe nella mischia, ripristinando i suoi poteri e bloccando nuovamente il cancro. Nonostante il tentativo di Wade di proteggere Russell, Cable ha la meglio su di lui, rubandogli il gettone dello Skee-Ball di Vanessa. Dopo essere stato quasi ucciso, Wade ha una visione di Vanessa nell'aldilà, che lo esorta a salvare Russell e impedirgli di percorrere la strada che lo condurrebbe a diventare un assassino.

#### Formazione della X-Force e collaborazione con Cable
Wilson torna in vita e forma una squadra di supereroi chiamata X-Force. Il loro obiettivo è assaltare un convoglio che trasportava Russell e molti altri prigionieri della Ice Box. Paracadutandosi da un aereo, l'operazione si trasforma in un disastro: gli unici sopravvissuti sono Wilson e Domino, una mutante con il potere di essere incredibilmente fortunata. I due attaccano il convoglio da soli, trovando Cable già sul posto. Domino prende il controllo del camion mentre Cable e Wilson combattono. Nel frattempo, Russell libera il suo compagno di prigionia, Fenomeno, che accetta di aiutarlo a vendicarsi dell'ex direttore dell'orfanotrofio della Essex Corp. Prima di fuggire, Fenomeno distrugge il convoglio e squarcia Wade a metà, permettendo a lui e a Russell di scappare indisturbati.
Cable, riluttante, accetta di collaborare con Wilson e Domino per fermare il primo omicidio di Russell. La squadra inizialmente viene sopraffatta da Fenomeno, mentre Russell terrorizza il suo ex direttore. Tuttavia, l'arrivo di Colosso, Testata Mutante Negasonica e della sua ragazza Yukio cambia le sorti dello scontro, riuscendo a trattenere Fenomeno. Wilson tenta di far ragionare Russell, arrivando persino a indossare un collare inibitore per annullare i propri poteri come gesto di buona fede. Nonostante questo sacrificio, il tentativo fallisce, e Cable spara a Russell. Wilson, però, si mette davanti al proiettile, venendo mortalmente ferito a causa del collare che blocca il suo fattore rigenerante. Credendo sia il momento di andarsene, Wilson si rifiuta di far rimuovere il collare, desiderando di riunirsi con Vanessa nell'aldilà. Il sacrificio di Wilson ispira Russell, che decide di non uccidere il direttore, impedendo così la futura morte della famiglia di Cable.
Riconoscente, Cable utilizza la sua ultima carica per viaggiare indietro nel tempo e nascondere il gettone da Skee-Ball di Vanessa nell'uniforme di Deadpool, esattamente nel punto in cui sarebbe stato colpito. Al momento dello sparo, il proiettile viene fermato dal gettone, permettendo a Wilson di sopravvivere. Nonostante tutto, Russell rimane comunque ispirato dal sacrificio di Wilson e sceglie di risparmiare il direttore. Mentre il gruppo si allontana, l'odioso e pervertito direttore continua a provocarli con arroganza, ma viene investito e ucciso dall'amico tassista di Wade, Dopinder.

#### Viaggio nel tempo
Testata Mutante Negasonica e Yukio riescono a riparare il dispositivo per i viaggi nel tempo di Cable, permettendo a Wade di utilizzarlo per apportare diverse modifiche alla linea temporale. Per prima cosa, torna indietro nel tempo e salva sia Vanessa che Peter, un ex membro della X-Force. Successivamente, elimina la versione Arma XI di Wade Wilson sparandole più volte, lasciando un confuso Wolverine a osservare la scena. Poi, si sposta alla fine degli anni 2000, dove uccide Ryan Reynolds sparandogli alla nuca mentre legge la sceneggiatura del film Lanterna Verde (2011). Infine, viaggia fino al 1889 per eliminare un neonato Adolf Hitler, prevenendo così la sua ascesa alla dittatura.
Avendo impedito la morte della sua ragazza, non è chiaro come questo cambiamento influenzi gli eventi di Deadpool 2, come precedentemente narrato. Nel 2018, Wade si reca sulla Terra-616 e tenta di unirsi agli Avengers, ma viene respinto dall'agente dello S.H.I.E.L.D., Harold "Happy" Hogan. Alla fine, distrugge il dispositivo di Cable per evitare ulteriori alterazioni temporali.

#### Salvataggio del suo mondo con l'aiuto di Wolverine
Sei anni dopo, Wade Wilson si è ritirato dall'attività di supereroe e lavora come venditore di auto insieme a Peter, dopo aver rotto con Vanessa. Durante la sua festa di compleanno, la Time Variance Authority (TVA) lo cattura e lo porta da Mr. Paradox, che gli offre un posto sulla Terra-616, la "Sacra Linea Temporale", sostenendo che avrà un ruolo cruciale negli eventi futuri. Wade intravede un video in cui muore tra le braccia di Thor Odinson, ma Paradox interrompe il feed e gli fornisce una nuova tuta e armi. Paradox rivela poi che il mondo di Wade (Terra-10005) si sta deteriorando a causa della morte di Logan, che fungeva da "ancora universale" per quella realtà. Per risolvere il problema, Paradox pianifica di utilizzare un "Time Ripper" per eliminare la sua linea temporale piuttosto che attendere millenni per il suo naturale disfacimento.
Rendendosi conto che perderebbe tutto ciò a cui tiene, Deadpool ruba il TemPad di Paradox e si dirige verso la tomba di Logan, sperando di riportarlo in vita e salvare la sua realtà. Dopo aver profanato la sua tomba Deadpool trova solamente il suo scheletro in adamantio, Paradox nel frattempo ha inviato diversi agenti della TVA per catturarlo, Deadpool affronta e uccide gli agenti utilizzando lo scheletro di Logan, dopodiché usa il TemPad per viaggiare nel multiverso alla ricerca di una variante di Logan che possa sostituire il suo defunto.
Ritornato alla TVA con una variante di Logan, Paradox gli spiega che un "ancora universale" non può essere sostituita. Inoltre, questa versione di Logan è considerata dalla TVA il peggior Wolverine mai esistito, avendo fallito nel salvare i suoi compagni X-Men. Wade scopre che Paradox sta agendo senza l'approvazione dei suoi superiori, ma Paradox reagisce mandando lui e Logan nel Vuoto. Dopo una lite iniziale, Wade promette falsamente che la TVA può sistemare la linea temporale di Logan, convincendolo a collaborare.
I due incontrano Johnny Storm e vengono catturati da Cassandra Nova, che Logan identifica come la sorella gemella di Charles Xavier. Cassandra dimostra i suoi poteri di manipolazione mentale e rivela di aver stretto un patto con la TVA per governare il Vuoto. Quando Wade la insulta, Cassandra uccide Johnny e tenta di spezzare mentalmente Wade con ricordi falsi di Vanessa che lo respinge, ma Alioth interrompe la scena, permettendo a Wade e Logan di fuggire.
Durante la fuga, incontrano altre varianti di Deadpool, tra cui "Nicepool" e "Dogpool", che li conducono a un gruppo di resistenza composto da Elektra Natchios, Eric Brooks, Remy LeBeau e Laura. Nonostante Logan inizialmente rifiuti di unirsi alla resistenza, cambia idea dopo una sincera conversazione con Laura sulla sua incapacità di salvare gli X-Men nel suo universo.
La resistenza affronta Cassandra e i suoi scagnozzi. Nova riesce a inabilitare mentalmente Logan, ma Wade le mette l'elmo di Fenomeno per bloccare i suoi poteri. Pyro si rivela un agente dormiente di Paradox incaricato di uccidere Nova, ma viene fermato da Logan. Wade convince Nova a collaborare, promettendole di rimuovere l'elmo in cambio del suo aiuto. Nova utilizzano uno sling ring di una variante di Dottor Strange apre un portale verso la Terra-10005, permettendo a Wade e Logan di affrontare Paradox, che nel frattempo ha attivato il Time Ripper.
Mentre Wade e Logan combattono il Corpo dei Deadpool reclutati da Nova, lei prende il controllo del Time Ripper per distruggere tutte le linee temporali tranne il Vuoto. Nicepool muore dopo che Deadpool lo ha utilizzato come scudo umano per proteggersi, ma il Corpo cede grazie all'intervento di Peter, autoproclamatosi "Peterpool". Paradox avverte Wade e Logan che distruggere il Time Ripper interrompendo il flusso di energia gli ucciderà, ma i due decidono di agire insieme. Distruggono il dispositivo, uccidendo Nova e riuscendo a sopravvivere condividendo il peso dell'impresa.
Paradox viene arrestato da Cacciatrice B-15 della TVA, che informa Wade e Logan che le loro azioni hanno salvato la Terra-10005 dal collasso. Wade chiede alla TVA di salvare i resistenti dal Vuoto e di riscrivere la storia di Logan, ma gli viene detto che ciò non è possibile, poiché il suo passato lo ha reso l'eroe che è oggi.
In seguito, Wade invita Logan a incontrare i suoi amici, tra cui Laura e Dogpool. Durante l'incontro, Logan incoraggia Wade a riconciliarsi con Vanessa.

## Versioni alternative

### Arma XI
Simile a Wade Wilson nella continuità originale, questa versione è un soldato e mercenario dotato di riflessi e agilità potenziati, ed è membro di un'unità di operazioni segrete chiamata Team X, guidata da William Stryker. Sei anni dopo, Wilson viene condotto alla base di Stryker alla centrale nucleare di Three Mile Island, dove subisce esperimenti nell'ambito del progetto Arma XI. Stryker lo ribattezza il "killer mutante", noto come "Deadpool".
Dopo aver liberato gli altri mutanti prigionieri di Stryker a Three Mile Island, una versione di Logan viene affrontata dall'Arma XI, ormai attivata. Quest'ultima viene infine neutralizzata grazie all'intervento di un Wade Wilson proveniente dal futuro, che elimina l'Arma XI con colpi di proiettili di adamantio, lasciando Logan visibilmente confuso. Prima di tornare indietro nel tempo, Wilson dichiara di star «sistemando le linee temporali».

### Deadpool & Wolverine(2024)
Diverse varianti di Deadpool oltre a quella della linea temporale modificata appaiono in Deadpool & Wolverine (2024).

#### Nicepool
Nicepool è una variante non cicatrizzata e non rigenerativa di Wilson, interpretata anche da Ryan Reynolds che è stato scherzosamente accreditato come il suo gemello identico inventato Gordon Reynolds.

#### Dogpool
Un incrocio tra un carlino e un cane crestato cinese, la variante canina di Deadpool soprannominata Dogpool o Mary Puppins, è interpretato dall'attrice canina Peggy.

#### Corpo dei Deadpool
I membri del Corpo dei Deadpool (Deadpool Corps), un esercito di cento varianti di Deadpool al servizio di Cassandra Nova che vagano per il Vuoto, includono:
- Una variante femminile di Deadpool soprannominata Ladypool, interpretata fisicamente dalla stuntwoman Christiaan Beattridge e doppiata dalla moglie di Reynolds, Blake Lively.[4][5]
- Una variante bambina di Deadpool soprannominata Kidpool, interpretata dalla figlia di Reynolds e Lively, Inez Reynolds.
- Una variante neonata di Deadpool soprannominata Babypool, interpretata dal figlio di Reynolds e Lively, Olin Reynolds.
- Una variante disincarnata della testa di zombie di Deadpool, soprannominata Headpool, doppiata da Nathan Fillion.
- Una variante cowboy chiamata Cowboypool, interpretata da un attore non accreditato e doppiata da Matthew McConaughey.
- Una variante gallese soprannominata Welshpool, interpretata dal giocatore del Wrexham A.F.C. Paul Mullin.
- Una variante chiamata Canadapool, interpretata dalla controfigura di Reynolds, Alex Kyshkovych.
- Una variante chiamata Zenpool, interpretata dal coordinatore della previsualizzazione degli stuntman, Kevin Fortin.
- Una variante chiamata Haroldpool, interpretata dal fratello minore di Tom Holland, Harry Holland.
- Altre varianti non parlanti includono Watari / The Fool, Deadpool 2099, Golden Age Deadpool, Piratepool, Knightpool, Iron Deadpool e Greatest Showman Deadpool.[6][7]

## Caratterizzazione
«Il personaggio è estremamente rozzo. Il suo cervello sembra una omelette a metà, dimenticata nel cranio di un bambino di sette anni.»

— Ryan Reynolds sulla caratterizzazione di Deadpool.
In entrambe le linee temporali, Wade dimostra un senso dell'umorismo estremamente sarcastico, che irrita e infastidisce la maggior parte dei suoi nemici. Non perde occasione per insultare e sminuire i suoi avversari, mostrando una totale mancanza di vergogna e riuscendo a fare battute anche nelle situazioni più estreme, come dopo mesi di torture incessanti o a seguito della sua trasformazione. Solo poche persone selezionate riescono a tollerare le sue chiacchiere apparentemente interminabili. Nel finale di X-Men le origini - Wolverine, gli viene cucita la bocca, mentre Ajax, durante il trattamento contro il cancro a cui Wade si sottopone in Deadpool, minaccia di fare lo stesso per porre fine al suo incessante parlare.
Nella linea temporale originale, Wade conserva il senso dell'umorismo che lo caratterizza nei fumetti. Inoltre, presenta tratti di personalità simili a quelli dell'Agent Zero in X-Men le origini - Wolverine, dimostrandosi un assassino spietato, come emerge durante la missione del Team X in Africa. In quell'occasione, si schiera con Stryker, Zero e Creed, eseguendo l'ordine di eliminare gli abitanti del villaggio. A Wade piace viaggiare in luoghi nuovi e incontrare persone, spesso con l'intento di ucciderle.
La sua personalità è notevolmente più sviluppata nella nuova linea temporale. È appassionato di cartoni animati, umorismo scatologico, Skee-Ball, musica classica, programmi televisivi, musica rap e la cultura pop americana. La sua band preferita sono gli Wham!, con una particolare predilezione per George Michael e la canzone Careless Whisper. Continua a dimostrarsi estremamente colto in ambito cinematografico, citando film come Matrix, RoboCop, Alien³, Yentl, 127 ore, Cocoon - L'energia dell'universo, Star Wars, Lanterna Verde (incluso Ryan Reynolds) e persino X-Men - Giorni di un futuro passato.
Come nella sua controparte dei fumetti, Deadpool è pienamente consapevole di essere un personaggio di fantasia e sfrutta questa consapevolezza rompendo la quarta parete rivolgendosi direttamente al pubblico. In Deadpool 2 (2018), quando un fan gli chiede un autografo, lo firma con il nome di "Ryan Reynolds".
Nonostante la sua iniziale immaturità, Wade è un uomo genuino, tenero e di buon cuore che, col tempo, evolve in una persona molto morale ed eroica, arrivando persino a sacrificarsi per salvare il giovane mutante Russell Collins. Pur essendo un mercenario, ha accettato di spaventare lo stalker di una ragazza senza richiedere alcun compenso, dimostrando di saper essere affettuoso. In amore si rivela sorprendentemente sensibile: il suo cancro terminale lo porta a separarsi da Vanessa per non farla soffrire. Inoltre, consiglia al suo amico tassista, Dopinder, di lottare per conquistare Gita, la donna che ama. Dopo la tragica morte di Vanessa, Wade sviluppa una natura autodistruttiva, ma la sua incapacità di morire aggrava ulteriormente la sua già fragile salute mentale. Si rassegna a morire di cancro nella prigione della Ghiacciaia, finché non trova un nuovo scopo: proteggere Russell dalla minaccia di Cable. Tuttavia, dopo un'esperienza di pre-morte, non riesce ancora ad accettare la perdita di Vanessa e, grazie al dispositivo per il viaggio nel tempo di Cable, riesce infine a salvarla.
Per prepararsi al ruolo, Reynolds ha collaborato con il suo allenatore di lunga data, Don Saladino, aumentando di 7 libbre la sua massa muscolare magra. Saladino ha spiegato che, oltre a puntare a un aspetto fisicamente attraente, volevano assicurarsi che Reynolds sviluppasse una forza autentica e non solo apparente. Per questo motivo, hanno dedicato molto tempo a migliorare la mobilità di Reynolds prima di concentrarsi sull'incremento della forza vera e propria.

## Concezione e sviluppo

### Sviluppo

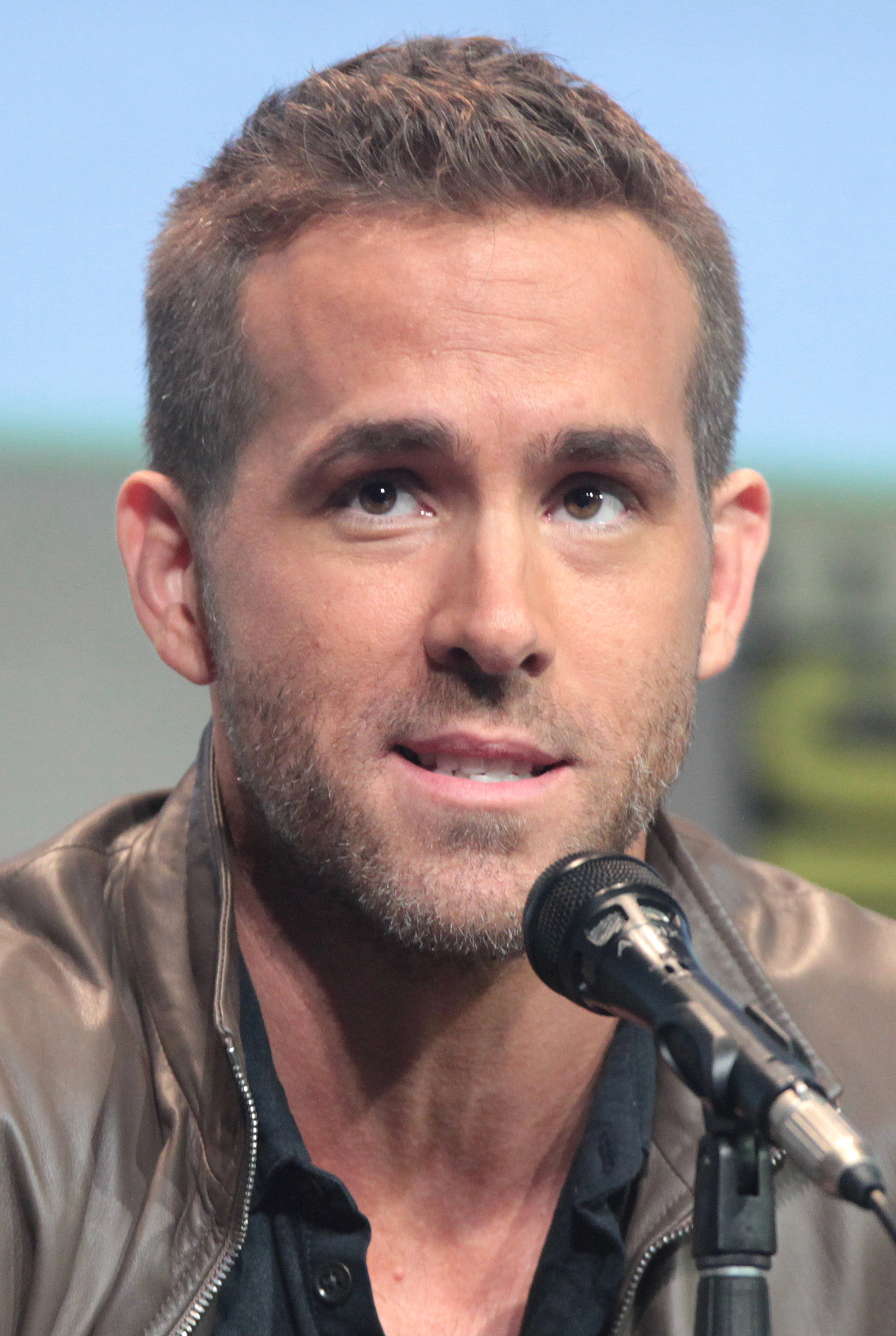
L'attore canadese-americano Ryan Reynolds è stato attratto dal ruolo di Deadpool dopo aver appreso che nei fumetti il personaggio si riferisce al suo aspetto come «Ryan Reynolds incrociato con uno Shar-Pei», in seguito ha fatto pressioni per un film con il personaggio da realizzare

Nel maggio 2000 la Artisan Entertainment aveva annunciato un accordo con la Marvel Entertainment per co-produrre, finanziare e distribuire diversi film basati sui personaggi della Marvel Comics, tra cui Deadpool, un nuovo personaggio introdotto nei primi anni '90. Nel febbraio 2004, lo sceneggiatore e regista David S. Goyer e Ryan Reynolds stavano lavorando a un film di Deadpool alla New Line Cinema. Avevano lavorato insieme nel film Marvel Blade: Trinity. Reynolds si interessò al ruolo di Deadpool dopo aver scoperto che, nei fumetti, il personaggio descrive il proprio aspetto come «Ryan Reynolds incrociato con uno Shar-Pei». Jeff Katz, dirigente della New Line, considerava Reynolds l'unico attore adatto al ruolo e sostenne l'idea. Tuttavia, il progetto non proseguì a causa di problemi legati ai diritti con la 20th Century Fox e i loro film sugli X-Men.
Nel marzo 2005, Reynolds venne a sapere che la Fox aveva manifestato interesse per un film dedicato a Deadpool. Il personaggio avrebbe dovuto fare un cameo nel film X-Men le origini - Wolverine (2009), con Reynolds nel ruolo. Durante la produzione del film, il suo ruolo venne ampliato. Katz, che all’epoca era un dirigente della Fox, dichiarò che Deadpool era «ben impostato per essere esplorato a modo suo» in un futuro film standalone. Tuttavia, la rappresentazione di Deadpool in X-Men le origini - Wolverine si discostava notevolmente dal personaggio originale dei fumetti, attribuendogli superpoteri diversi e cucendogli la bocca. Deadpool apparentemente muore nel film, ma una scena post-crediti, aggiunta poco prima dell’uscita, lo mostra ancora vivo. Dopo il successo del weekend di apertura di Wolverine, la Fox avviò ufficialmente lo sviluppo di un film su Deadpool, con Reynolds confermato come protagonista e la produttrice degli X-Men, Lauren Shuler Donner, coinvolta. Lo spin-off avrebbe ignorato la versione di Deadpool vista in Wolverine per tornare alle radici del personaggio, adottando un tono slapstick e una "propensione a rompere la quarta parete".
Alla Fox, il film passò attraverso diversi registi prima che Tim Miller si stabilisse alla regia, mentre Rhett Reese e Paul Wernick furono incaricati di scrivere la sceneggiatura. Nel frattempo, Ryan Reynolds assunse il ruolo principale in Lanterna Verde (2011), un film che fu un insuccesso sia critico che commerciale. A causa di questa accoglienza negativa e del fatto che un film basato su Deadpool sarebbe probabilmente stato classificato come R anziché PG-13, la Fox divenne scettica sul progetto, anche dopo che Reynolds aveva prodotto un test video in cui interpretava il personaggio. Tuttavia, il filmato venne trapelato nel 2014 e ricevette recensioni entusiastiche, spingendo la Fox a dare il via libera al progetto. Reynolds attribuì completamente l’approvazione del film alla diffusione del video. In precedenza, lui, Miller e gli sceneggiatori avevano discusso la possibilità di diffonderlo di proposito, e inizialmente Reynolds pensò che fosse stato Miller a farlo. In seguito, però, ritenne che la fuga di notizie provenisse da qualcuno interno alla Fox. In cambio della libertà di realizzare il film secondo la loro visione, la Fox concesse al team un budget molto inferiore a quello tipico dei film sui supereroi.

### Marvel Cinematic Universe
Dopo l'annuncio, nel dicembre 2017, dell'acquisizione della 21st Century Fox da parte di The Walt Disney Company, e il completamento dell'operazione nel marzo 2019, il CEO della Disney, Bob Iger, ha dichiarato che Deadpool sarebbe stato integrato nel Marvel Cinematic Universe sotto la gestione Disney. Iger ha anche affermato che la società sarebbe stata disposta a realizzare futuri film di Deadpool con un rating R, «a patto che il pubblico venga adeguatamente informato su cosa aspettarsi». La versione C'era una volta Deadpool del film è stata esaminata attentamente da Disney e Marvel Studios per valutare come approcciarsi al personaggio e integrarlo in un film dell'MCU adatto a un pubblico PG-13.
Nell'ottobre 2019, Reese e Wernick hanno dichiarato che una sceneggiatura era in fase di sviluppo, ma che stavano aspettando l'approvazione dei Marvel Studios per avviare la produzione del terzo film. Reese ha affermato: «[Deadpool] vivrà nell’universo vietato ai minori che abbiamo creato e speriamo di poter giocare un po' anche nel sandbox del MCU, integrandolo al suo interno». Nel dicembre 2019, Reynolds ha confermato che un terzo film di Deadpool era in fase di sviluppo presso i Marvel Studios, informazione poi ribadita dal presidente dei Marvel Studios, Kevin Feige, nel gennaio 2021. Reynolds avrebbe ripreso il suo ruolo di protagonista. Il film ha mantenuto il rating R dei precedenti capitoli ed è stato ambientato nel MCU. Feige ha descritto il personaggio di Deadpool come «un tipo di figura molto diversa» all'interno dell'MCU. Nel marzo 2022 è stato annunciato Shawn Levy come regista del film, dopo aver già collaborato con Reynolds in Free Guy - Eroe per gioco (2021) e The Adam Project (2022). Rhett Reese e Paul Wernick sono tornati a riscrivere la sceneggiatura, riprendendo il loro ruolo dai primi due film di Deadpool, basandosi sul lavoro iniziale delle sorelle Molyneux. Le riprese del film sono iniziate nel maggio 2023. Reynolds ha anche prodotto il film insieme a Kevin Feige, attraverso la sua società di produzione Maximum Effort.
Nel maggio 2022, lo sceneggiatore Michael Waldron ha rivelato in un'intervista che all'interno della Marvel si era discusso della possibilità di un cameo di Ryan Reynolds nei panni di Deadpool nel film Doctor Strange nel Multiverso della Follia (2022), incentrato sul multiverso. Waldron ha spiegato che «sarebbe stato folle non sollevare la questione», soprattutto considerando l'inclusione di altri elementi legati agli X-Men nel film, come la Terra Selvaggia e il personaggio del professor Charles Xavier, interpretato da Patrick Stewart, attore già noto per il ruolo negli X-Men. Tuttavia, Waldron ha infine ritenuto che il film non fosse il contesto adatto per introdurre Deadpool. L'episodio di Assembled dedicato alla realizzazione di Multiverso della Follia includeva anche concept art che mostravano una "dimensione di Deadpool", un paesaggio urbano alternativo con numerosi cartelloni pubblicitari adornati da poster e fumetti a tema Deadpool. Inoltre, un paio di scarpe da ginnastica ispirate al costume di Deadpool compaiono nella sequenza dei titoli di coda della serie Disney+ She-Hulk: Attorney at Law (2022), come parte di una collezione di scarpe da ginnastica a tema Marvel appartenente al personaggio di Augustus Pugliese (interpretato da Josh Segarra).

## Accoglienza
L'interpretazione iniziale di Ryan Reynolds nei panni di Wade Wilson / Deadpool / Arma XI in X-Men le origini - Wolverine ha suscitato un significativo contraccolpo da parte di critica e fan. In molti hanno criticato la mancanza di coerenza tra la rappresentazione del personaggio nel film e la sua controparte classica nei fumetti. In una recensione per l'Huffington Post, Scott Mendelson ha duramente criticato la caratterizzazione di Deadpool e la sua successiva trasformazione in Arma XI, oltre ad altri personaggi del film ispirati agli X-Men. Mendelson ha scritto: «Il climax, per ragioni che non svelerò, farà infuriare i fan di [Deadpool]. (Per fare un paragone, immaginate se, alla fine di Spider-Man 3, Eddie Brock si fosse trasformato nell'Avvoltoio)». Nella sua retrospettiva sul film, Rachel Edidin di WIRED ha descritto la versione cinematografica del personaggio come «Deadpool, con la bocca cucita, che fondamentalmente tradisce l'essenza del Mercenario Chiacchierone». Matt Goldberg di Collider, invece, ha definito il nome in codice di Wilson, 'Arma XI', un simbolo perfetto del film, descrivendolo come «un insieme caotico di poteri mutanti ammassati in un manichino».
Al contrario, l'interpretazione di Ryan Reynolds del personaggio protagonista nei film standalone di Deadpool è stata acclamata dalla critica. Scrivendo per The Guardian, Peter Bradshaw ha definito Deadpool (2016) «il film più divertente di Ryan Reynolds dai tempi di Maial College», aggiungendo che «Ryan Reynolds sta sviluppando un approccio autoironico e consapevole del proprio fascino, un tipo di sciocco alla Clooney, che qui funziona alla perfezione con la commedia». Manohla Dargis del New York Times ha elogiato la redenzione di Reynolds nel ruolo, sottolineando come il primo film di Deadpool dimostri che «il regista, Tim Miller, e il signor Reynolds sono capaci di andare oltre il semplice ripetersi di formule roboanti», descrivendo la sua performance come «una riabilitazione della carriera (o penitenza) per Lanterna Verde, il disastro del 2011 diretto dalla DC Comics». Nella sua recensione per Variety, Justin Chang ha lodato la capacità del film di sfruttare la «sensibilità comica» di Reynolds, osservando che «grazie al puro tempismo, gusto e verve (e all'abile montaggio di Julian Clarke), Reynolds riesce a trasformare i suoi dialoghi autoreferenziali sul vasino in un'esplosione di comicità esilarante».

### Riconoscimenti
| Anno | Film                         | Premio                                | Categoria | Risultato | Ref(s) |
| ---- | ---------------------------- | ------------------------------------- | --- | --------- | ------ |
| 2009 | X-Men le origini - Wolverine | Teen Choice Awards                    | Miglior film: Rumble (condiviso con Hugh Jackman e Liev Schreiber)                                                        | Candidato | [ 42 ] |
| 2009 | X-Men le origini - Wolverine | Scream Awards                         | Miglior attore non protagonista                                                                                           | Vincitore | [ 43 ] |
| 2009 | X-Men le origini - Wolverine | Scream Awards                         | Scena di combattimento dell'anno (condiviso con Hugh Jackman e Liev Schreiber)                                            | Candidato | [ 43 ] |
| 2010 | X-Men le origini - Wolverine | MTV Movie Awards                      | Miglior combattimento (condiviso con Hugh Jackman e Liev Schreiber)                                                       | Candidato | [ 44 ] |
| 2010 | X-Men le origini - Wolverine | People's Choice Awards                | Squadra preferita sullo schermo (condiviso con Daniel Henney, Dominic Monaghan, Hugh Jackman, Liev Schreiber e will.i.am) | Candidato | [ 45 ] |
| 2016 | Deadpool                     | Critics' Choice Movie Awards          | Miglior attore in un film d'azione                                                                                        | Candidato | [ 46 ] |
| 2016 | Deadpool                     | Critics' Choice Movie Awards          | Miglior attore in un film comico                                                                                          | Vincitore | [ 46 ] |
| 2016 | Deadpool                     | MTV Movie Awards                      | Miglior performance maschile                                                                                              | Candidato | [ 47 ] |
| 2016 | Deadpool                     | MTV Movie Awards                      | Migliori prestazioni d'azione                                                                                             | Candidato | [ 47 ] |
| 2016 | Deadpool                     | MTV Movie Awards                      | Miglior bacio (condiviso con Morena Baccarin)                                                                             | Candidato | [ 47 ] |
| 2016 | Deadpool                     | MTV Movie Awards                      | Miglior performance comica                                                                                                | Vincitore | [ 47 ] |
| 2016 | Deadpool                     | MTV Movie Awards                      | Miglior combattimento (condiviso con Ed Skrein)                                                                           | Vincitore | [ 47 ] |
| 2016 | Deadpool                     | San Diego Film Critics Society Awards | Miglior performance comica                                                                                                | Candidato | [ 48 ] |
| 2016 | Deadpool                     | Teen Choice Awards                    | Miglior attore cinematografico in un film d'azione                                                                        | Candidato | [ 49 ] |
| 2016 | Deadpool                     | Teen Choice Awards                    | Miglior scena Hissy Fit                                                                                                   | Vincitore | [ 49 ] |
| 2017 | Deadpool                     | Golden Globe Awards                   | Miglior attore in un film commedia o musicale                                                                             | Candidato | [ 50 ] |
| 2017 | Deadpool                     | People's Choice Awards                | Attore cinematografico preferito                                                                                          | Vincitore | [ 51 ] |
| 2017 | Deadpool                     | People's Choice Awards                | Attore preferito in un film d'azione                                                                                      | Candidato | [ 51 ] |
| 2017 | Deadpool                     | Saturn Awards                         | Miglior attore | Vincitore | [ 52 ] |
| 2018 | Deadpool 2                   | Teen Choice Awards                    | Scelta Star del cinema estivo: Maschio                                                                                    | Candidato | [ 53 ] |
| 2018 | Deadpool 2                   | People's Choice Awards                | Star preferita nel cinema d'azione                                                                                        | Candidato | [ 54 ] |
| 2018 | Deadpool 2                   | San Diego Film Critics Society        | Miglior performance comica                                                                                                | Candidato | [ 55 ] |
| 2019 | Deadpool 2                   | Critics' Choice Movie Awards          | Miglio attore in una commedia                                                                                             | Candidato | [ 56 ] |
| 2025 | Deadpool & Wolverine         | Saturn Awards                         | Miglior attore | Candidato | [ 57 ] |

## Filmografia
- Nella linea temporale originale, Wilson viene citato per la prima volta in X-Men 2 (2003), il suo nome appare sul computer di William Stryker che conteneva file su più individui e organizzazioni legate ai mutanti.
- In Deadpool (2016), ambientato in una linea temporale rivista creata dagli X-Men. Questa versione è un mercenario a cui viene diagnosticato un cancro in fase avanzata e si rivolge ad Arma X dopo che gli viene offerta una cura. Uno degli scienziati, Francis Freeman / Ajax, tortura Wilson per catalizzare il trattamento, che alla fine si traduce nell'attivazione dei geni mutanti regressivi, causando la deturpazione e il fattore di guarigione di quest'ultimo. In risposta, Wilson sviluppa una vendetta contro Ajax e si sottopone a una missione per costringerlo a riparare la sua deturpazione prima di ucciderlo dopo aver appreso che sarebbe stato impossibile.
- Nel cortometraggio, No Good Deed (2017), Wilson si imbatte in un vecchio che viene aggredito in un vicolo e corre per cambiarsi nel suo costume di Deadpool prima di aiutare l'uomo. Mentre Wilson si sforza di vestirsi, l'uomo viene colpito. Wilson emerge, indossando il suo costume, solo per trovare l'uomo morto e il rapinatore scomparso da tempo.
- In Deadpool 2 (2018), dopo la morte della sua ragazza Vanessa, Deadpool si ritrova a proteggere un ragazzo angosciato di nome Russell Collins dal mutante che viaggia nel tempo Cable.
- In un cortometraggio promozionale, Deadpool and Korg React (2021), Deadpool invita Korg a realizzare un video di reazione al trailer di Free Guy - Eroe per gioco (2021). Taika Waititi dà la voce a Korg nel corto, riprendendo il suo ruolo dai film MCU Thor: Ragnarok (2017), Avengers: Endgame (2019) e Thor: Love and Thunder (2022).[58][59]
- In Deadpool & Wolverine (2024), Wade viene reclutato dalla Time Variance Authority per cambiare la storia del Marvel Cinematic Universe insieme a Wolverine.[60][61]

## Altri media

### Televisione
- L'audio della performance di Reynolds in Deadpool (2016) è stato utilizzato in un filmato di prova per una serie animata di Deadpool sviluppata da Donald e Stephen Glover per la rete televisiva FXX.[62][63]
- Ryan Reynolds è apparso come ospite nel ruolo di Deadpool per promuovere Deadpool 2 (2018) durante il The Late Show with Stephen Colbert. L'attore ha ripreso il personaggio nel monologo di apertura dell'episodio, trasmesso il 16 maggio 2018.[64]
- Reynolds è tornato nei panni di Deadpool per promuovere il film in produzione Deadpool & Wolverine (2024) durante la 75ª edizione dei Primetime Creative Arts Emmy Awards. In quell’occasione, insieme a Rob McElhenney, ha accettato il premio per Welcome to Wrexham nella categoria Outstanding Unstructured Reality Program.[65]

### Videogiochi
- Wade Wilson / Arma XI appare nel videogioco tie-in X-Men le origini - Wolverine, doppiato da Steven Blum.
- Reynolds ha ripreso il ruolo di Wade Wilson / Deadpool per il gioco mobile per iOS e Android Marvel Strike Force.[66]

### Web series
- Reynolds ha ripreso il suo ruolo di Wade Wilson / Deadpool co-narrando gli Honest Trailers di Deadpool,[67] Logan: The Wolverine, che è stato il 200º video della serie,[68] e Deadpool 2.[69]

### Video musicali
- Ryan Reynolds appare in costume da Deadpool in un video musicale per il singolo "Chk Chk Boom" della boy band sudcoreana Stray Kids.[70]
- Il video musicale di "Ashes" di Céline Dion, mostra Deadpool che balla con i tacchi alti, interpretato da Yanis Marshall con Ryan Reynolds nelle parti parlate[71][72]

### Parchi a tema
Nel 2024, Deadpool è apparso nell'Avengers Campus al Disney California Adventure e al Parc Walt Disney Studios. Inoltre, lo stesso anno il personaggio è apparso nello show "Story Time with Deadpool" a Hollywood Land presso Disney California Adventure.